# Duffless
Duffless, llamado Sin Duff en España y La promesa en Hispanoamérica, es un episodio perteneciente a la cuarta temporada de la serie animada Los Simpson, estrenado originalmente en la FOX el 18 de febrero de 1993. Homer trata de permanecer sobrio, tras el pedido de Marge. Mientras tanto, Lisa trata de probar que un hámster es más inteligente que Bart, luego de que este arruina su primer proyecto de ciencias. El episodio fue escrito por David M. Stern, y dirigido por Jim Reardon.

## Sinopsis
El episodio comienza con la feria de ciencias escolar, con Bart presentando su proyecto. Como este era muy bueno, es elegido como Primer Premio, pero luego el niño despierta y descubre que todo no había sido más que un simple sueño.
En el desayuno, Lisa le muestra a su familia su proyecto para la feria de ciencias escolar: un tomate genéticamente modificado, de tamaño superior al de una cabeza humana, con el cual, según la niña, se podría curar el hambre mundial. El proyecto de Bart consiste en estudiar los efectos que el cigarrillo causaba en los perros, usando como "voluntario" a Santa's Little Helper.
Mientras tanto, Homer sale del trabajo y acompaña a Barney a un tour por la cervecería Duff. Luego de la visita, Homer trata de impedir que Barney, ebrio, conduzca su auto, golpeándolo. Cuando están saliendo del estacionamiento, con él al volante, el auto es parado por la policía. Los oficiales le hacen un test de alcoholemia a Homer, el cual pasa. Pero Barney, vengándose de Homer por haberlo golpeado, les dice a los policías que le hagan un test de aliento, en el cual Homer no logra pasar. Luego de esto, es arrestado, su licencia es revocada y queda obligado a ir a clases de manejo y a las reuniones de Alcohólicos Anónimos.
En la escuela, tres días antes de la feria de ciencias, Lisa comete el error de dejar su tomate gigante bajo el cuidado de Bart durante un momento, quien aprovecha la oportunidad de arrojárselo a Skinner. Cuando Lisa ve lo que ha hecho su hermano con el proyecto, se pone furiosa. Luego, le pide ayuda para su proyecto a Marge, quien le sugiere presentar un hámster corriendo sobre una rueda. Lisa toma la idea, pero la modifica un poco: decide hacer un trabajo comparando la inteligencia de Bart con la de un hámster. Luego de dos pruebas sencillas, el hámster va ganando por dos a cero.
Más tarde, Marge le da a Homer una revista, en donde había una serie de preguntas sobre cuánto bebía. Escuchando las respuestas, decide pedirle que deje de beber cerveza por un mes, lo cual Homer finalmente acepta. Mientras tanto, Homer recuerda cuando tenía 17 años y compraba cerveza con una identificación falsa, además de escuchar a Queen hasta quedarse dormido.
Mientras tanto, Bart encuentra las notas del proyecto de Lisa y, en venganza, las esconde. Sin embargo, ella las encuentra rápidamente, ya que estaban en su habitación. Homer, por su parte, trata de no pensar en cerveza mientras que va a trabajar en la bicicleta de Lisa. Luego de una serie de varios avisos que lo hacen querer beber, Homer se distrae y choca contra una torre de botellas de Duff.
En la feria de ciencias, el proyecto de Lisa queda arruinado por Bart, quien, vengándose de ella, había hecho un trabajo llamado: "¿Pueden los hámsters volar?", colocando un pequeño hámster en un avión miniatura. Lisa trata de explicarle a la audiencia que el proyecto de su hermano no tenía valor científico, pero a todos les gusta, lo que hace que gane.
En la reunión de Homer de Alcohólicos Anónimos, este es echado por su pésimo vocabulario. Sin embargo, había realizado varios avances al dejar la cerveza: además de los beneficios obvios, había perdido peso, y ahorrado más de cien dólares. Después de los treinta días sin cerveza, Homer planea ir a la taberna de Moe, pero Marge lo convence de ir con ella a ir en bicicleta e ir a ver el atardecer.

## Producción
La idea de la pistola de rayos creada por Bart fue "robada" de la secuencia de presentación del programa Jonny Quest. Mike Reiss dijo que no quería mostrar al hámster recibiendo choques eléctricos, pero que debió dejarlo para no arruinar el argumento del episodio. Lo primero que dice Richard Nixon, durante el comercial de Duff, fue copiado textualmente del debate entre Kennedy y Nixon, ocurrido durante la campaña presidencial de 1960 en Estados Unidos. La cabeza de Adolf Hitler puede ser vista dentro de una botella de Duff cuando el encargado del control de calidad no está prestando atención a su trabajo. Cuando Bart está sentado en una silla acariciando al hámster, está parodiando al personaje Ernst Stavro Blofeld, de James Bond, quien acaricia a su gato sentado en una silla. En este episodio, además, aparece por primera vez el personaje de Sarah Wiggum, la esposa del jefe de policía Wiggum.